# 21 cm Kanone 39
21 cm Kanone 39 — чехословацкая 210-мм полустационарная пушка особой мощности периода Второй мировой войны. Одна пушка была построена до того, как немцы оккупировали Чехословакию в марте 1939 года и  сохранили их в производстве для собственного использования, в конечном итоге построив в общей сложности 60 орудий для нужд сухопутных войск ВС нацистской Германии. Они участвовали в операции «Барбаросса», осаде Одессы, блокаде Ленинграда и Севастополя и использовались для выполнения задач береговой обороны.

## Разработка
Пушка была разработана компанией Škoda в качестве полевого орудия особой мощности и пушки береговой обороны в конце 1930-х годов для Турции с обозначением тяжелая пушка V. Всего Турция заказала 15 орудий.
В отличие от немецкой практики скользящих клиновых затворов, которая требовала металлической гильзы для герметизации патронника от пороховых газов, Škoda предпочитала использовать поршневой затвор с обтюратором де Банге для герметизации патронника. Это снижало скорострельность, но имело большое экономическое преимущество, позволяя заряжать метательные заряды в мешках, которые не использовали дефицитные латунные или стальные гильзы, когда эти металлы были в дефиците. Другая необычная особенность пушки состояла в том, что она использовала моноблочный автофретированный ствол. Это был цельный кусок стали, который был радиально расширен под гидравлическим давлением. Это имело то преимущество, что сталь ствола подвергалась сжатию, что помогало ему противостоять стрессам при стрельбе, и было проще и быстрее производить, так как ствол не требовал сборки, как при более традиционных методах производства орудий.
Лафет вращался на поворотной платформе, который сидел на шариковом подшипнике на огневой платформе и был способен поворачиваться на 360°. Конец лафета опирался на ролики, которые опирались на металлическую колею или рельс. Для транспортировки Kanone 39 разбирался на три части: ствол, лафет и огневую площадку с поворотной платформой. Каждый из них перевозился на прицепе с пневматическими шинами. Установка орудия занимала от шести до восьми часов, главным образом, чтобы окопаться и закрепить огневую платформу.

## Варианты
21 cm Kanone 39. Базовый вариант. Прототип пушки V был построен в 1939 году. Из 12 орудий, выпущенных в 1940 году, 2 поставили Турции, а остальные были реквизированы Вермахтом. 10 из них вошли в состав 767-го и 768-го тяжелых артиллерийских дивизионов РГК.
21 cm Kanone 39/40. Имела небольшие изменения, связанные с усилением конструкции. Масса в боевом положении увеличилась на тонну и составила 38000 кг.
21 cm Kanone 39/41. Получила удлиненный ствол и дульный тормоз. Длина ствола составила 11460 мм. В боекомплект был введен немецкий снаряд 21 cm Granate 40, а максимальный метательный заряд увеличен до 54 кг. Это позволило поднять начальную скорость снаряда до 860 м/с. Боевая масса выросла до 39400 кг.
21 cm Kanone 52. Последняя модификация пушки, строившаяся с осени 1944 года. К маю 1945 года планировалось получить 24 орудия. Основное отличие заключалось в том, что орудие должно было стрелять тяжелым оперенным снарядом Рёхлинга, массой 232 кг. В марте 1945 года на фронте находилось 8 таких пушек с 20700 снарядами к ним. 
Всего для немцев было построено шестьдесят пушек Kanone 39 всех модификаций.
|         | 1939 | 1940 | 1941 | 1942 | 1943 | 1944 | 1945 | Всего |
| ------- | ---- | ---- | ---- | ---- | ---- | ---- | ---- | ----- |
| К 39    | 1    | 12*  | 2    |      |      |      |      | 15    |
| К 39/40 |      |      | 20   |      |      |      |      | 20    |
| К 39/41 |      |      |      | 3    | 11   | 11** |      | 25    |
| К 52    |      |      |      |      |      | 6    | 6    | 12    |
| Всего   | 1    | 12   | 22   | 3    | 11   | 17   | 6    | 72    |

*2 из них поставлены в Турцию
**9 из них проданы Швеции
В Швеции пушками были оснащены три тяжёлые мобильные береговые батареи. Пушки использовались ВС Швеции до 1982 года, хотя обучение на них прекратилось в 1972 году.
|      | 1 | 2 | 3 | 4 | 5 | 6 | 7 | 8 | 9 | 10 | 11 | 12 | Всего |
| ---- | - | - | - | - | - | - | - | - | - | -- | -- | -- | ----- |
| 1940 |   |   | 2 | 2 | 3 | 4 | 1 |   |   |    |    |    | 12    |
| 1941 |   |   | 1 | 4 | 2 | 2 | 3 | 3 | 2 | 1  | 2  | 2  | 22    |
| 1942 | 1 | 1 | 1 |   |   |   |   |   |   |    |    |    | 3     |
| 1943 |   | 1 |   |   |   |   | 2 | 2 | 2 | 1  | 2  | 1  | 11    |

## Боеприпасы
Каждый снаряд, используемый в Kanone 39 весил 135 кг. Оригинальный чешский 210-мм осколочно-фугасный снаряд 21 cm Gr 39 (t) имел как носовой, так и донный взрыватели и начинку в 18,8 килограмма тротила. Немецкий эквивалент, 21 cm Gr 40, не имел базового взрывателя, имел медный поясок далеко вперед на корпусе и был снабжён тонким металлическим корпусом позади пояска, заполненным графитовой смесью, предназначенной для смазки отверстий и уменьшения износа. На 21 cm Gr 39 было разработанный чехословаками бетонобойный снаряд со взрывателем и с баллистическим колпачком. Он был начинён 8,1 килограммами тротила. Был также бронебойный снаряд 21 cm Pzgr 39 с базовым взрывателем, о котором мало что известно, кроме того, что он имел начинку в 2,8 килограмма смеси пентаэритриттетранитрат/воск.
Kanone 39 использовала трёхкомпонентный картузный заряд, который весил в общей сложности 37,5 килограмма. Кanone 39/41 использовала заряд общим весом 54 килограмма, базовый заряд (Kleine Ladung) в нём весил 21,5 килограмма, имел воспламенитель, пришитый к его основанию. Два дополнительных заряда (Vorkart) были слегка сшиты вместе и заключены в другой мешок, завязанный сверху и с другим воспламенителем, пришитым к основанию. Средний заряд (Mittlere Ladung) состоял из базового и двух дополнительных зарядов. Полный заряд (Grosse Ladung) состоял из базового заряда и обоих дополнительных. Дополнительные заряды грузились перед базовым зарядом.

## Боевое применение
Кanone 39 и его варианты служили подвижной артиллерией в 767-м и 768-м тяжелых артиллерийских дивизионах (Artillerie-Abteilungen), каждый дивизион состоял из 3 батарей, каждая с двумя орудиями. Оба дивизиона были сформированы в апреле — мае 1940 года. 767-й дивизион принял участие во Французской кампании. К июню 1941 года первый из дивизионов имел две 2-х орудийные батареи, другой — три. Для операции «Барбаросса» 767-й адн РГК был придан 6-й армии группы армий «Юг», где участвовал в осадах Одессы и Севастополя. Первоначально 768-й адн РГК был приписан к 4-й армии группы армий «Центр», но вскоре он был передан группе армий «Север» для оказания помощи в штурме Ленинграда. К началу операции «Блау», в конце июня 1942 года, 767-й адн РГК был перевооружён на более легкие орудия, в то время как 768-й адн РГК продолжал находиться в 18-й армии группы армий «Север» вплоть до 1944 года.
Семь орудий Кanone 39 осуществляли береговую оборону Норвегии, а 19 орудий Кanone 39/40 были размещены во Франции (13) и Норвегии (6). К марту 1945 года на фронте находилось только три пушки.

## Сохранившиеся экземпляры
Три примера представлены в качестве музейных экспонатов в Швеции на острове Аспё, в районе Эльвсборг города Гётеборга и в Музее военной готовности (швед. Beredskapsmuseet) за пределами Хельсингборга.